# Xander Tielens
Alexander Godfried Gerardus Maria (Xander) Tielens (1953) is een Nederlands astronoom die verbonden is aan de Universiteit Leiden als hoogleraar fysica en chemie van de interstellaire ruimte. In 2012 ontving hij de Spinozapremie.

## Carrière
Tielens studeerde astronomie aan de Universiteit Leiden waar hij in 1982 bij Harm Habing en Louis John Allamandola promoveerde op het proefschrift Physics and chemistry of interstellar dust. In 1985 ging hij aan de slag als onderzoeker bij de Universiteit van Californië in de Verenigde Staten en in 1989 begon hij voor het Ames Research Center van de NASA te werken. In 1997 verliet hij de VS waarna hij als hoogleraar astrofysica bij de Rijksuniversiteit Groningen werd aangesteld. In datzelfde jaar begon hij als onderzoeker bij SRON.
In 2004 werd Tielens voltijds hoogleraar en in 2005 werkte hij opnieuw als onderzoeker voor het Ames Research Center. Hij bleef dit keer in Nederland en kreeg een aanstelling als bijzonder hoogleraar aan de Rijksuniversiteit Groningen. In 2009 werd Tielens aangesteld aan de Universiteit van Leiden als hoogleraar fysica en chemie van de interstellaire ruimte.

## Onderzoek
Het onderzoek van Tielens richt zich onder andere op de interstellaire ruimte en in het bijzonder op de polycyclische aromatische koolwaterstoffen (PAK's) die in deze ruimte voorkomen. Eveneens probeert hij het gedrag dat de PAK's vertonen op aarde in een laboratorium na te bootsen. Uit onder andere het onderzoek van Tielens is gebleken dat deze deeltjes een belangrijke rol spelen in de ruimte. Daarnaast heeft Tielens' onderzoek een belangrijke bijdrage geleverd op het gebied van gas dat in de fotodissociatieregio’s voorkomt, interstellair stof en interstellair ijs.
In 2010 werd zijn boek The Physics and Chemistry of the Interstellar Medium gepubliceerd. Tielens is betrokken bij de ontwikkeling van meerdere satellieten en telescopen waaronder de SOFIA-telescoop en de Europese Herschelsatelliet. Tielens was in 2012 de meest geciteerde actieve astronoom uit Nederland.

## Erkenning
In 1991 werd de Pastoor Schmeitsprijs aan hem toegekend. In 2009 ontving Tielens de ERC Advanced Grant. In 2012 werd Tielens lid van de Koninklijke Nederlandse Akademie van Wetenschappen waar hij lid is van de sectie Natuur- en Sterrenkunde, onderdeel van de afdeling Natuurkunde. Tevens is hij jurylid voor de KNAW Onderwijsprijs. In 2012 ontving hij de Spinozapremie en in 2013 was hij jurylid voor de uitreiking van de Christiaan Huygensprijs.